# Adam Marušić
Adam Marušić (szerbül: Адам Марушић; Belgrád, 1992. október 17. –) montenegrói válogatott labdarúgó, aki jelenleg az SS Lazio játékosa.

## Pályafutása

### Klub
Az FK Teleoptik és az FK Voždovac csapataiban nevelkedett, majd az utóbbiban debütált felnőtt szinten. 2014 nyarán Belgiumba igazolt a KV Kortrijk együtteséhez, amelyben két szezont töltött el, 3 évre írt alá és 450 000 eurós átigazolási összegért. 2014. november 1-jén duplázott a Cercle Brugge ellen a bajnokságban. 2016. június 27-én a KV Oostende csapatának lett a játékosa, 4 évre írt alá és 900 000 eurós átigazolási díj ellenében. Egy évvel később az olasz SS Lazio játékosa lett.

### Válogatott
2015. március 27-én debütált a válogatottban az orosz labdarúgó-válogatott elleni EB-selejtezőn, amelyet kétszer is félbe kellett szakítani, majd elmaradt a találkozó. A 2. percben a szurkolók egy égő tárggyal dobták fejbe Igor Akinfejevt, aki helyett jött Jurij Lodigin.

## Sikerei, díjai
- SS Lazio
  - Olasz kupa: 2018-19
  - Olasz szuperkupa: 2017, 2019

## Külső hivatkozások
- Adam Marušić adatlapja a Transfermarkt oldalán (angolul)
- Adam Marušić adatlapja a WorldFootball oldalán (angolul)
- Adam Marušić adatlapja a Soccerway oldalon (angolul)